# Третьяково (Полтавская область)
Третьяково (укр. Третякове) — село,
Андреевский сельский совет,
Хорольский район,
Полтавская область,
Украина.
Код КОАТУУ — 5324880313. Население по переписи 2001 года составляло 59 человек.

## Географическое положение
Село Третьяково находится на расстоянии в 1,5 км от сёл Григоровка и Дубовое.
По селу протекает пересыхающий ручей с запрудой.
Рядом проходит автомобильная дорога Т-1709.

## История
Есть на карте 1869 года как хутор Третьяков